# Forces Nationales de Libération
Die Forces Nationales de Libération (Nationale Kräfte für die Befreiung; kurz: FNL) sind eine Rebellenorganisation aus Burundi.
Die FNL ist eine Abspaltung der Parti pour la Libération du Peuple Hutu (PALIPEHUTU, Partei für die Befreiung des Hutu-Volkes) und ist deshalb auch als PALIPEHUTU-FNL bekannt. Sie kämpft für die Rechte der Hutu-Bevölkerungsmehrheit in Burundi, die sich von den Tutsi unterdrückt fühlt.
2004 töteten Hutu-Rebellen bei einem Angriff auf ein Lager nahe der kongolesischen Grenze, zu dem sich die FNL bekannte, 160 Tutsi-Flüchtlinge.
2006 unterzeichnete die FNL als letzte Rebellengruppe ein Friedensabkommen mit der burundischen Regierung.